# 金梁故居
金梁故居建于二十世纪二十年代，是原光绪三十年进士、京师大学堂提调、内城警厅知事、民政部参议、奉天旗务处总办、奉天新民府知府、奉天清丈局副局长、奉天政务厅厅长、蒙古副都统、清史馆校对、北洋政府农商部次长金梁在天津的故居。位于当时的天津英租界的爱丁堡道（Edinburgh Road）（今和平区重庆道52号），该建筑目前是一般保护等级历史风貌建筑。

## 建筑
金梁故居为砖木结构的连体楼房，呈坐椅形，坐北朝南，外跨水泥楼梯直上二楼，拱形门厦，铁艺木门，三槽窗。建筑首层为平窨子，建筑内部房间宽敞，设施完善，住用方便。